# Oreophryne brachypus
Oreophryne brachypus es una especie de anfibio anuro de la familia Microhylidae.

## Distribución geográfica
Es endémica de la isla de Nueva Bretaña, en el archipiélago Bismarck (Papúa Nueva Guinea).